# 오 랜드
오 랜드(Oh Land, 1985년 5월 2일 ~ )는 덴마크의 싱어송라이터이다. 본명은 나나 욀란 파브리시우스(Nanna Øland Fabricius)다.